# Кетерме (Сары-Камышский айылный аймак)
Кетерме (кирг. Көтөрмө) — село в Токтогульском районе Джалал-Абадской области Кыргызстана. Входит в состав Сары-Камышского айылного аймака.

## География
Село расположено в восточной части области, на расстоянии приблизительно 78 километров (по прямой) к востоко-юго-востоку от города Токтогула, административного центра района.

## Население
Согласно оценочным данным Национального статистического комитета Кыргызской Республики, численность населения села на начало 2023 года составляла 742 человека.
| год     | 2009 | 2014 | 2015 | 2020 | 2021 | 2023 |
| ------- | ---- | ---- | ---- | ---- | ---- | ---- |
| человек | 852  | 593  | 546  | 697  | 703  | 742  |